# 易宗夔
易宗夔（1874年—1925年），原名易鼐，戊戌变法后改名易宗夔，字蔚儒，又字伟舆、味腴，湖南湘潭人。清朝立宪派人物，中华民国政治人物。

## 生平
早年，他曾和谭嗣同等人创立南学会。戊戌变法期间，他任《湘学报》史学编辑。1904年，他到日本留学，不久即回国。1909年5月，任湖南咨议局议员和资政院议员。1912年，他任法典编纂会纂修。
中华民国成立后，他任国民党政事部干事。1913年，他当选民元国会众议院议员，不久任宪法起草委员。1914年袁世凯解散国会后，他携家眷回到湖南，此后他经营实业。1916年国会第一次恢复时，他仍任众议院议员。1918年，出版一部仿《世说新语》体裁，记录清朝两百年名人轶事的《新世说》。
1922年国会第二次恢复时，他继续任众议院议员。1923年3月，他任中华民国北京政府国务院法制局局长。1924年5月免职。

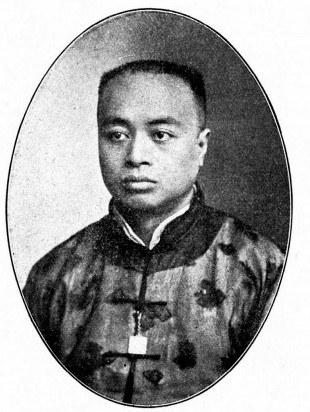
易宗夔

1925年，易宗夔因病去世。

## 著作
- 新世说
- 湖海楼诗文集——个人诗词文章的结集，未正式出版，原始珍本很少出现。

## 家庭
女儿易群先。

## 影视形象
- 《觉醒年代》易夔龙。